# 朝仓孝景 (第七代)
朝倉孝景（1428年－1481年）是越前朝倉氏的第七代當主。父親為朝倉家景，原名為朝倉敏景，在應仁之亂時協助西軍。在對東軍的戰爭屢建奇功。法名「英林孝景」。
朝倉氏第十代當主亦名為「孝景」，以法名「宗淳孝景」或「大岫孝景」做為區別。

## 生涯
1458年，為了避免長祿．寬正大饑荒的詛咒，正式把名字改為朝倉孝景。
1461年，擁立斯波義廉成為斯波氏的第十二代當主，同年，朝倉孝景在和田合戰中大勝，並一戰成名。
1471年，孝景更因為討取了東軍的骨皮道賢，而被細川政元賜封為越前守護代。
1481年，五十三歲的朝倉孝景在戰陣中逝世。死後得到一休禪師授予法名「英林宗雄」，據說，孝景生前還訂立了朝倉孝景條々，一共有十七條。

## 人物
由於孝景常以武力收奪公家、寺社領下的莊園土地（押領），因此幾乎可以說是京都眾公卿與僧侶眼中的仇敵，又有「天下第一的極惡之人」、「天下諸惡事始作俑者」的稱號。日後奈良興福寺的別當經覺為了對抗孝景的強奪行為，將親戚本願寺蓮如送往越前吉崎的領地，並且瞞著地方官展開傳教活動，成為日後越前一向一揆的禍根。
能與士兵同甘共苦，與士兵吃一樣的食物、與麾下家臣一同飲酒，且親自照顧傷患悼念死者，故麾下將兵的向心力極高，在應仁之亂時非常活躍（同時也破壞、燒毀了不少地方），日後前往越前時也鮮少敗戰。
朝倉孝景也是當時武將之中少見的合理主義者。在他留下的家訓「朝倉敏景十七條」之中，有「與其花萬金購買一把名刀，不如購買百支價值百金的長槍給一百人用」、「合戰或攻城時，迷信占卜的吉凶、日時與方位而錯過進攻的好機會，乃是最愚蠢之事」、「在家中不可設置（可以世襲的）宿老，應根據家臣本身的能力與忠節而用人」等條文。
有子朝仓氏景、朝仓宗滴等。